# South Webster, Ohio
South Webster là một làng thuộc quận Scioto, tiểu bang Ohio, Hoa Kỳ. Năm 2010, dân số của làng này là 866 người.

## Dân số
- Dân số năm 2000: 764 người.
- Dân số năm 2010: 866 người.